# Lepidosperma ferricola
Lepidosperma ferricola är en halvgräsart som beskrevs av Russell Lindsay Barrett. Lepidosperma ferricola ingår i släktet Lepidosperma och familjen halvgräs. Inga underarter finns listade i Catalogue of Life.